# Hugo Bergmann (politik)
Hugo Bergmann (19. srpna 1880 Plzeň – 30. dubna 1944 Praha) ,byl československý politik a meziválečný poslanec Národního shromáždění za Československou stranu národně socialistickou.

## Biografie
Po parlamentních volbách v roce 1920 se stal poslancem Národního shromáždění. Mandát získal ovšem až dodatečně roku 1923 jako náhradník poté, co byl zbaven mandátu poslanec František Hlaváček. Mandát obhájil ve všech následujících volbách, tedy v parlamentních volbách v roce 1925, v parlamentních volbách v roce 1929 i v parlamentních volbách v roce 1935. Mandát si oficiálně podržel do zrušení parlamentu roku 1939, přičemž krátce předtím ještě v prosinci 1938 přestoupil do nově vzniklé Strany národní jednoty.
Profesí byl poštmistr a podle údajů z roku 1935 působil jako starosta města Brandýs nad Labem, kde také bydlel.